# Ро (кана)
ろ в хирагане и ロ в катакане — символы японской каны, используемые для записи ровно одной моры. В системе Поливанова записывается кириллицей: «ро», в международном фонетическом алфавите звучание записывается: /ɺo/. В современном японском языке находится на сорок третьем месте в слоговой азбуке.

## Происхождение
ろ и ロ появились в результате упрощённого написания кандзи 呂.

## Написание
|  |  |

## Коды символов вкодировках
- Юникод:
  - ろ: U+308D,
  - ロ: U+30ED.